# Cécile Schmitz
Pour les articles homonymes, voir Schmitz.
Cécile Schmitz, née le 19 janvier 1954 à Fayt-lez-Manage (province de Hainaut), est une dessinatrice, scénariste et coloriste belge de bande dessinée.

## Biographie
Cécile Schmitz naît le 19 janvier 1954 à Fayt-lez-Manage,,. Pendant ses humanités en sciences humaines à l'Institut de l'Enfant- Jésus à Nivelles, elle profite de chaque récréation pour remplir un carnet à dessin. C'est aux côtés d'Hachel qu'elle fait son entrée au journal Spirou en 1965 avec le court récit en 5 planches : Paix dans la vallée.
Elle travaille pour le Journal de Tintin avec des récits complets sur notamment des scénarios d'Yves Duval, de 1979 à 1980. Elle scénarise le premier tome de la série Histoires de la vie des hommes : Antonine fille du Roy pour le dessinateur Bruno Le Sourd aux Éditions de la Pibole en 1979.
Cécile Schmitz revient en 1983 à Spirou, où elle réalise le Dit de la Mouche de 1983 à 1986, en huit récits complets, chacun de neuf pages ainsi que Conte Gothique un court récit de neuf planches scénarisé par Mazel. Elle y réalise ensuite les aventures de Pépé, sur un scénario de François Paradis alias Francis Planque,, en récits complets de sept à dix pages, publiés en 1986 et 1987.
Elle dessine Le Père Damien et le journal de la lutte contre la lèpre sur la vie du Père Damien scénarisé par René Berthier avec Marie-Hélène Sigaut, publié en 1981 en album dans la collection « Les Grandes heures des Chrétiens » des éditions parisiennes Univers Média,. Elle redessine cet album en 1987,, sous le titre L'Homme de Molokaï, avec des textes de Jacques Stoquart aux éditions Dargaud en 1988 qui reçoit le prix Coccinelle en 1989. Encore avec Stoquart, elle publie ensuite Nous n'irons pas à Jérusalem et La Vie d'Ignace de Loyola. Elle réalise également une bande dessinée éducative sur la sexualité, en 1989.
Ensuite comme coloriste, Cécile Schmitz met en couleurs les deux albums de la série Johnny Congo, parus en 1992 et 1993 aux éditions Claude Lefrancq. Tout comme elle le fera pour les trois premiers tomes de Rouletabille de Swysen et Duchâteau. Après quelques rares apparitions dans des festivals de bande dessinée dans les années 1990, elle se retire du monde de la bande dessinée. 
En outre, elle illustre la nouvelle de Jules Supervielle Le Bœuf et l'âne de la crèche, dans Je bouquine no 22 en 1985 .
Cécile Schmitz participe comme coloriste des décors au dessin animé Joyeux Noël Petit Moonky ! réalisé par André Moons en 1997.

## Publications

### comme dessinatrice
- Le Père Damien et le journal de la lutte contre la lèpre, Univers Média, coll. « Les Grandes heures des Chrétiens », Paris, 1981
Scénario : René Berthier, Marie-Hélène Sigaut - Dessin : Cécile Schmitz - Couleurs : quadrichromie -  (ISBN 2-85974-051-1),L'album est traduit en anglais et publié à Hawaï par Bess Press en 2009 sous le titre Father Damien, Hawai'i's Saint : an illustrated story of his life.
- L'Homme de Moloka'i, Dargaud, Paris, janvier 1988
Scénario : Jacques Stoquart - Dessin et couleurs : Cécile Schmitz -  (ISBN 2-87129-049-0),La vie du père Damien sur l'île des lépreux de Moloka'i.
- Ignace - Nous n'irons pas à Jérusalem[13], Hélyode, coll. « Coccinelle », Bruxelles, mai 1991
Scénario : Jacques Stoquart - Dessin et couleurs : Cécile Schmitz -  (ISBN 2-87353-009-X)
- Énigme au Louvre, Conservart Éditions, mai 1991
Scénario : Jean Clé - Dessin : Cécile Schmitz - Couleurs : quadrichromie -  (ISBN 2-930022-07-8),Cette aventure de Julien et Clarisse est offert par la Banque Paribas Belgique.

### comme scénariste
- Antonine fille du Roy, Éditions de la Pibole, avril 1979
Scénario : Cécile Schmitz - Dessin : Bruno Le Sourd - Couleurs : quadrichromie -  (ISBN 286417006X)

## Prix
- 1989 :  prix Coccinelle avec Cécile Schmitz pour L'Homme de Moloka'i[10].

#### Livres
: document utilisé comme source pour la rédaction de cet article.
- Henri Filippini, « Cécile Schmitz », dans Dictionnaire de la bande dessinée, Paris, Bordas, 1989, 731 p., ill. ; 27 cm (ISBN 2-04-018455-4, OCLC 1244909550, BNF 35065653, présentation en ligne), p. 672. .
- Jean Pirotte (dir.) et Luc Courtois, Du régional à l'universel : L'imaginaire wallon dans la bande dessinée, Louvain-la-Neuve, Fondation wallonne Pierre-Marie et Jean-François Humblet, 1999, 310 p. (ISBN 978-2-9600072-3-7 et 2960007239, OCLC 1075833932), p. 249.  lire sur Google Livres
- Jacques Fiérain, « Schmitz, Cécile », dans La BD dans les provinces de Liège, Namur et Luxembourg, Charleroi, Éd. l'Âge d'or, 2004, 112 p., ill. ; 31 cm (ISBN 9782960019698, OCLC 470388297, présentation en ligne), p. 93. .

#### Périodiques
- Thierry Groensteen, « La BD belge au féminin pluriel », Les Cahiers de la bande dessinée, Glénat, no 58,‎ juillet-août 1984.